# Calophasia producta
Calophasia producta là một loài bướm đêm trong họ Noctuidae.